# Turandurey
Turandurey, née en 1806, est une femme Wiradjuri de la région de la rivière Lachlan, dans le centre de la Nouvelle-Galles du Sud, près de l'emplacement de la future ville de Hillston. Turandurey est connue pour son travail de guide et d'interprète auprès de l'explorateur Thomas Mitchell, tout en s'occupant de sa fille Ballandella. Cette dernière lui est enlevée par l'explorateur qui souhaite l'élever avec ses propres enfants. Turandurey repart dans son peuple et se marie avec le Roi Joey. La fin de sa vie n'est pas connue.

## Biographie
Turandurey nait en 1806 dans la région de la rivière Lachlan, dans le centre de la Nouvelle-Galles du Sud, près de l'emplacement de la future ville de Hillston. Elle a une fille née en 1831 prénommée Ballandella. 

## Guide de l'expédition de Thomas Mitchell
La troisième expédition de Mitchell débute le 17 mars 1836, et prend le départ au mont Canobolas.

En 1835, Richard Bourke, gouverneur de la colonie de Nouvelle-Galles du Sud, confie à Thomas Mitchell la mission de terminer l'arpentage du cours inférieur de la rivière Darling, là où elle rejoint le fleuve Murray. Le but caché de l'expédition est aussi de trouver des terres où installer des stations d'élevages bovin pour les colons. Mitchell décrit le groupe d'hommes qui part en mars 1836 comme une « armée avec laquelle […] traverser des régions inexplorées, peuplées… de tribus hostiles ». Un guide aborigène Wiradjuri parlant anglais, John Piper est engagé comme interprète près du mont Canobolas. Il rejoint l'expédition peut-être pour se rendre au lac Cargelligo (en) où il épouse une certaine Kitty, une femme aborigène qui sert aussi de guide et interprète durant le voyage.

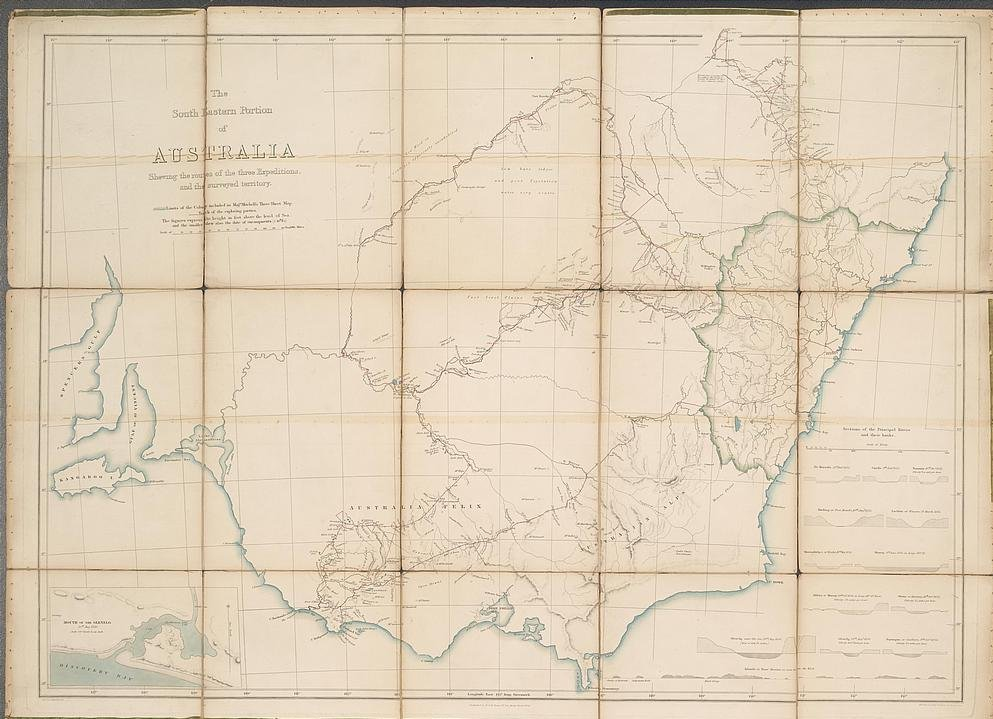
Carte des trois expéditions de Thomas Mitchell.

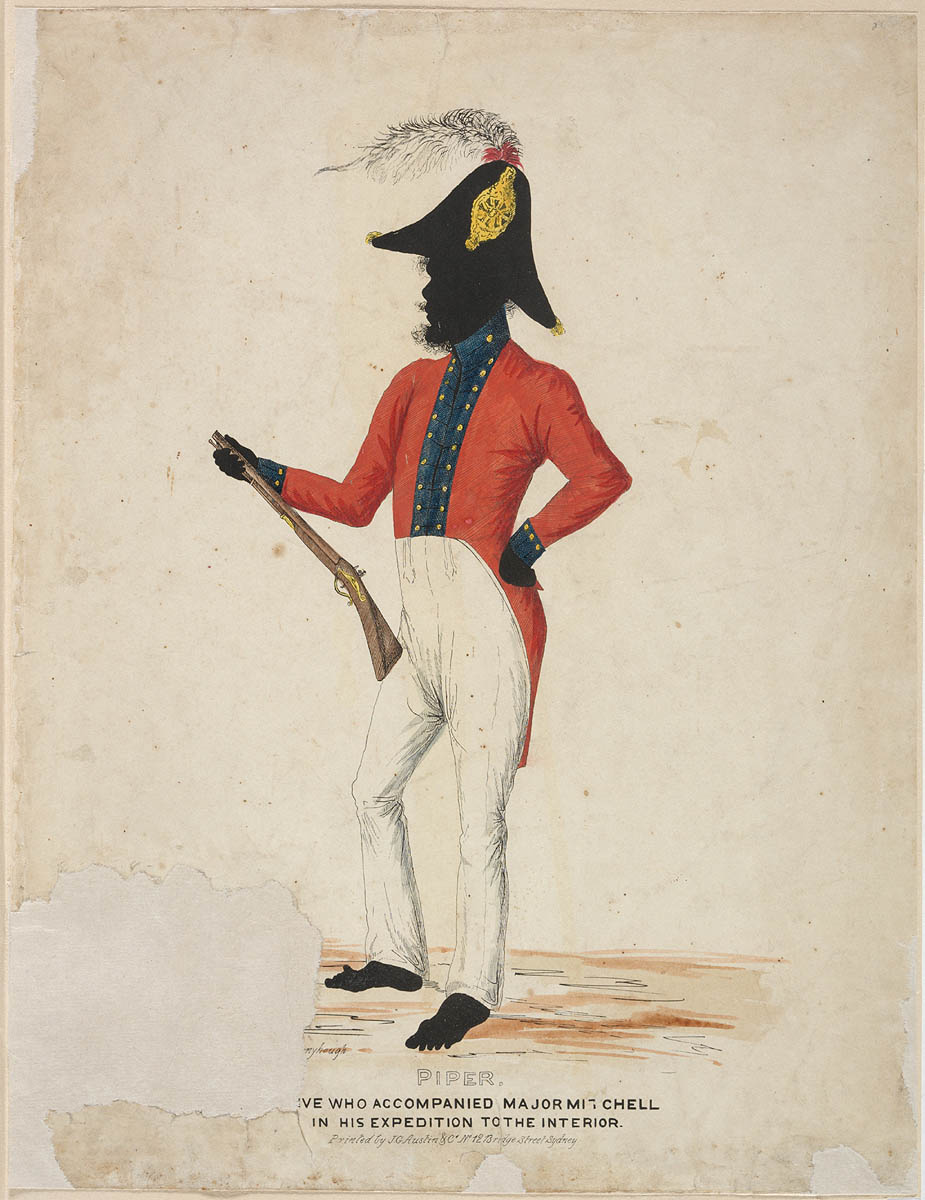
Lithographie de Piper en 1836.

Pendant la traversée, de la vallée de la rivière Lachlan, dans ce qui est aujourd'hui la région du Centre-Ouest de la Nouvelle-Galles du Sud, John Piper a du mal à entrer en contact avec les hommes aborigènes locaux, qui semblent réticents à parler avec lui.
Turandurey, une femme aborigène locale âgée d'environ 30 ans, semble ne pas avoir les mêmes réticences. Peut-être qu'en tant que femme, elle n'est pas limitée par les protocoles inter-tribaux que les locaux doivent respecter. Veuve, elle est rejointe par sa fille, Ballandella, âgée de quatre ans.
Turandurey accepte le rôle de guide. Les journaux de Mitchell indiquent qu'elle donne des conseils sur les itinéraires de voyage, sur les endroits où trouver de l'eau et les meilleurs sites pour camper. Elle donne également des informations sur les aliments locaux, comme les moules d'eau douce et les légumes-racines, et des conseils culturels sur les coutumes locales entourant la naissance et la mort.
Turandurey fait preuve d'un grand sens de l'humour, et Mitchell apprécie ses manières animées et éloquentes. Lorsque les hommes aborigènes locaux expriment leur peur des moutons et des chevaux des explorateurs, Turandurey leur rit au nez. Kitty et Turandurey sont souvent envoyées en émissaires ensemble et se lient durant l'expédition. Mitchell ne semble pas avoir soupçonné que Kitty puisse jouer le rôle d'une informant pour les aborigènes, mais Granville Stapylton (en), son second, nourrit des soupçons. 
À un endroit signalé comme étant « Pomabil », elle localise une source d'eau, et entre en contact avec un groupe de locaux qui remontent la rivière Murrumbidgee, leur parlant alors que Piper semble perdu. Mitchell la surnomme « La Veuve » et en vient à admirer son sérieux et son apparence, décrivant son travail comme « extrêmement précieux »,.
Ballandella est grièvement blessée lors d'un accident de charrette pendant le voyage et se casse le fémur. Elle est prise en charge par John Drysdale, un médecin, qui lui pose une attelle. Turandurey refuse par la suite de voyager dans la charrette, préférant porter elle-même sa fille blessée sur son dos,. Thomas Mitchell remarque dans son carnet de voyage la manière avec laquelle elle réconforte sa fille, avec des mots et des chansons douces et musicales. 
Mitchell construit un dépôt sur le Murrumbidgee près de la future ville de Balranald. Il y laisse Turandurey et Ballandella sous l'autorité de son second Granville Stapylton (en) afin qu'elles puissent se reposer en attendant le rétablissement de Ballandella.
Finalement, elles rejoignent le groupe principal et voyagent jusqu'à Port Phillip avec l'expédition de Mitchell. Elle entre en contact avec des femmes locales, probablement Wurundjeri ou Bunurong. Après la guérison de Ballandella, Turandurey exprime le désir de retourner dans son pays. Elle craint aussi que son enfant lui soit enlevé par Mitchell.
Turandurey a le mal du pays en traversant la rivière Loddon vers ce qui est aujourd'hui l'intérieur de Victoria et décide de rentrer chez elle. Elle reçoit des chemises, de la nourriture et un tomahawk, qu'elle prévoit d'utiliser pour construire un canoë pour que Ballandella puisse traverser la rivière Murray. Au moment de partir, elle verse des larmes. Turandurey revient cependant rapidement vers l'expédition de Mitchell, car elle rencontre des hommes aborigènes hostiles alors qu'elle voyage vers le nord.

## Séparation avec sa fille
À Lake Repose, au sud des Grampians, Mitchell annonce son désir de prendre Ballandella afin de pouvoir l'élever à Sydney de façon européenne. C'est avec une grande tristesse que Turandurey confie sa fille à Mitchell pour le trajet de retour vers Sydney. Stapylton, resté avec Turandurey, qualifie cet arrangement d'enlèvement.
Lorsque le groupe mené par Stapylton revint dans la région colonisée du haut Murrumbidgee, Turandurey se marie à un aborigène connu sous le nom de « Roi Joey ». Il s'agit peut-être du roi Joe des Wiradjuri, à qui on présenta un plastron en 1844 à la station de Bangaroo, près de Canowindra. Turandurey n'apparaît plus dans les archives publiques après cet événement de 1836.
Ballandella est accueillie dans la famille Mitchell à Sydney où elle devient la compagne de jeu de ses enfants. Cependant, Mitchell retourne en Angleterre et laisse Ballandella aux soins du médecin Charles Nicholson (en). Elle est baptisée en 1839 et déménage plus tard dans la région de la rivière Hawkesbury où elle épouse un ouvrier européen nommé Joseph Howard. Elle épouse plus tard John Barber, un homme Dharug ou Darkinyung, et a cinq ou six enfants. Ils vivent à Sackville Reach avec une communauté d'une vingtaine d'autochtones qui deviendra plus tard une réserve autochtone. Ballandella meurt en décembre 1863.

## Héritage
Turandurey et Ballandella ont des rues nommées en leur honneur dans la ville de Balranald qui se trouve à proximité du camp de dépôt de Mitchell où elles sont restées pendant que Ballandella se remettait de sa jambe cassée. La ville de Ballendella, dans la région de Victoria, porte également le nom de la fille de Turandurey.